# 신재원 (작가)
신재원은 대한민국 시나리오 작가이자 드라마 작가이다.

## 생애

### 학력
- 가톨릭대학교 불문과
- 한국예술종합학교 영상원 영화과

### 드라마 작품
- 2009년 문화방송 주말드라마 《탐나는 도다》(극본)
- 2013년 tvN 월화드라마 《연애조작단; 시라노》(극본)
- 2014년 KBS 월화드라마 《내일도 칸타빌레》(극본)

### 도서 작품
- 2007년 《엘 카미노 별들의 들판까지 오늘도 걷는다》(스페인 산티아고 ... 지성사)